# Joachim Kuntzsch
Joachim Axel Kuntzsch (* 28. November 1944 in Dresden; † 6. September 2024 in Bad Bevensen) war ein deutscher Komponist, Pianist und Sänger.

## Leben
An der Hochschule für Musik und Theater Hamburg studierte Joachim Kuntzsch Klavier, Dirigieren und Gesang. Ein erstes Engagement führte ihn dort an das Deutsche Schauspielhaus, später arbeitete er auch am Staatstheater Stuttgart. An beiden Häusern entwickelte er Liedprogramme zum Teil mit eigenen Kompositionen oder begleitete Inszenierungen von Stücken Bertolt Brechts mit den Werken von Hanns Eisler, Kurt Weill und Paul Dessau musikalisch. Ein weiteres Betätigungsfeld waren Musical und Operette.
Sein Interesse an den Werken Weills und Eislers zeigte Kuntzsch auch an der Hamburgischen Staatsoper. Hier wirkte er als musikalischer Leiter bei Liedprogrammen der beiden Komponisten. Unter dem Dirigenten Frieder Bernius arbeitete Kuntzsch als Sprecher in Melodramen. Ab 1990 gestaltete er mit Hannelore Hoger und Dietmar Mues das Programm Außen rot und innen… mit Texten von Kurt Tucholsky. Bei dem Liederabend Pour Maman begleitete er Anne Bennent, häufig arbeitete er mit Christa Berndl zusammen. Im Jahr 2000 stand er mit AnniKa von Trier in deren Programm „Früher war ich Existentialistin, heute bin ich Handtaschenträgerin“ auf der Bühne der Hamburger Kammerspiele.
Viele Jahre lang leitete Kuntzsch an der Hochschule für Musik und Theater den Gesangsunterricht. 1993 ernannte das Institut ihn dafür zum Professor. Joachim Kuntzsch starb Anfang September 2024 im Alter von 79 Jahren. Seine letzte Ruhestätte fand er auf dem Friedhof Ohlsdorf.

## Kompositionen (Auswahl)
- 1978: In 80 Tagen um die Welt nach Jules Verne, Inszenierung von Jérôme Savary am Deutschen Schauspielhaus
- 1981: Weihnachten an der Front von Jérôme Savary und Helmut Ruge am Deutschen Schauspielhaus

## Hörspiele
- 1983: Helga Schütz: Luthers Aufenthalt auf der Wartburg vom 4. Mai 1521 bis 28. Februar 1522: Es ist wunderbar, daß niemand an Böhmen denkt (Luthers Begleiter 1) – Regie: Ursula Langrock (Original-Hörspiel – NDR[4])